# Kurt Wegener (Polarforscher)

Kurt Wegener (1908)

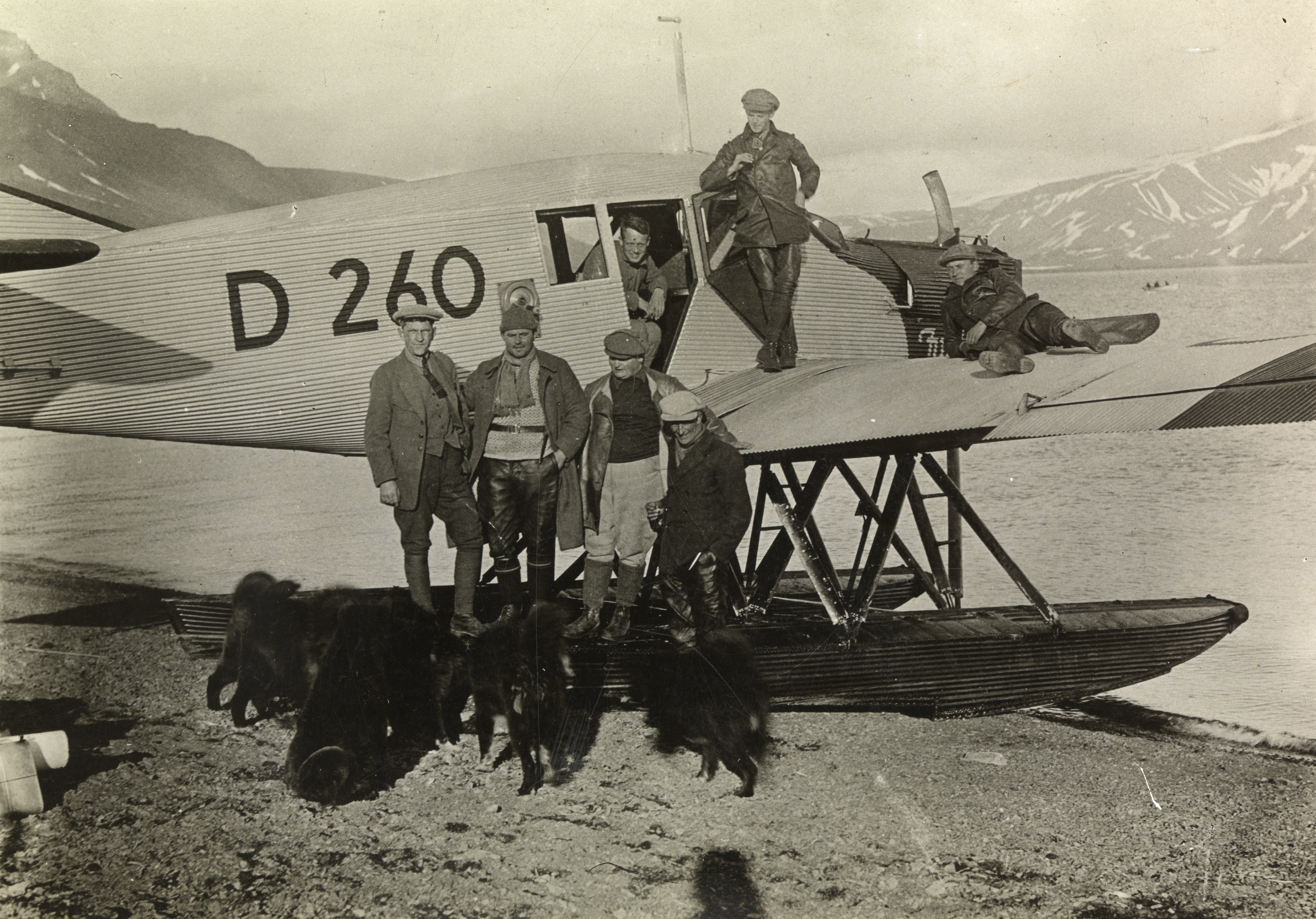
Kurt Wegener (ganz links) als Teilnehmer an der Junkers-Spitzbergen-Expedition 1923

Kurt Wegener (* 3. April 1878 in Berlin; † 29. Februar 1964 in München) war ein deutscher Polarforscher und Meteorologe.
Er war eines von fünf Kindern von Richard Wegener (1843–1917), Theologe und Lehrer für Alte Sprachen, und dessen Ehefrau Anna, geborene Schwarz (1847–1919). Kurt Wegener besuchte das Köllnische Gymnasium in Berlin. Nach dem Studium der Naturwissenschaften in Innsbruck, Kiel, Charlottenburg und Berlin wurde er, wie auch später sein jüngerer Bruder Alfred, Assistent am Königlich-Preußischen Aeronautischen Observatorium Lindenberg bei Berlin. Die beiden Brüder wollten Polarforschung betreiben.
1904 bis 1907 erforschte er die Atmosphäre durch Ballonfahrten. Vom 5. bis 7. April 1906 unternahm er mit seinem Bruder eine 52-stündige Weltrekorddauerfahrt im Freiballon. Von 1908 bis 1911 war er Leiter des Samoa-Observatoriums und 1912/13 des Geophysikalischen Observatoriums Ebeltofthafen auf Spitzbergen. Anschließend war er an der Meteorologischen Zentralstation von Elsaß-Lothringen in Straßburg. Am 22. Juni 1914 erwarb er auf dem Flugfeld Habsheim die deutsche Flugzeuglizenz Nummer 796. 1919 wurde er Abteilungsleiter an der Deutschen Seewarte in Hamburg. 1922 ließ er sich nach Berlin versetzen, wo ihm, als begeistertem Flieger, vom dortigen Wetterdienst die Durchführung der ersten meteorologischen Höhenflüge angeboten wurde. 1923 nahm er als wissenschaftlicher Berater an der Junkers-Hilfsexpedition für Roald Amundsen nach Spitzbergen teil. Danach war er einige Jahre in Südamerika.
1930/31 berief man ihn als meteorologischen Berater der Zentralstelle für Wetterflug ins Reichsverkehrsministerium.
In Grönland führte er 1931 die Expedition seines Bruders nach dessen Tod im November 1930 zu Ende und übernahm anschließend dessen Professur an der Universität Graz.
Nach seiner Pensionierung führte er Strahlungsmessungen in Südamerika durch. Seine letzten Lebensjahre verbrachte er bei seiner Schwägerin Else in München.
Nach Kurt Wegener ist der 938 m hohe Berg Wegenerfjellet im Albert-I-Land der Insel Spitzbergen benannt.

## Werke
- Die Expeditionen zur Rettung von Schröder-Stranz und seinen Begleitern. Geschildert von ihren Führern. Reimer, Berlin 1914 (mit Arve Staxrud)
- Vom Fliegen, R. Oldenbourg, München 1923
- Wissenschaftliche Ergebnisse der Deutschen Grönland-Expedition Alfred Wegeners; 7 Bände
- Die Physik der Erde. Eine Einführung in verständlicher Darstellung, Barth, Leipzig 1934
- Die Grundlagen des Segelflugs, Akademische Verlagsgesellschaft, Leipzig 1935